# Флавий Меробавд (полководец)
Флавий Меробавд (лат. Flavius Merobaudes; умер в 383 или 388 году) — римский полководец франкского происхождения и консул.

## Биография
Его имя свидетельствует о германском происхождении. Меробавд был комитом римского императора Юлиана. Ему поручали перевозку останков императора, когда тот умер во время его военной кампании против Сасанидов. Около 375 года император Валентиниан I назначил Меробавда на должность военного магистра. После смерти Валентиниана I в том же году Меробавд сыграл большую роль в вступлении на престол малолетнего императора Валентиниана II:
Принято было следующее решение: разобрать мост, который пришлось до этого соорудить для вторжения во вражескую землю, и тотчас отозвать Меробавда, якобы от имени живого ещё Валентиниана. Как человек живого ума, он понял, что произошло, или, быть может, узнал от посланного, который явился отозвать его, и, опасаясь, что галльские войска могут начать беспорядки, сделал вид, будто получил приказ вернуться с войсками для охраны берегов Рейна, из-за якобы возросшего возбуждения варваров. Согласно секретному поручению, он подальше отослал Себастиана, не знавшего ещё о смерти государя; хотя тот был мирный и спокойный человек, но вследствие огромной своей популярности в войсках он должен был именно поэтому быть предметом особых опасений. И вот, когда Меробавд вернулся, дело подвергнуто было ещё более внимательному рассмотрению и было решено сделать соправителем четырёхлетнего сына покойного императора Валентиниана, который тогда находился в 100 милях от Тревир и проживал со своею матерью Юстиной на вилле, называемой Муроцинкта (окруженная стеной). Когда такое решение было всеми единодушно поддержано, поскорее отправили за мальчиком дядю его Цериалия. Он посадил его в лектику, привез в лагерь, и на шестой день после смерти отца маленький Валентиниан, с соблюдением всех формальностей, был провозглашен императором и торжественно наречен Августом.
Валентиниан II правил вместе со своим братом Грацианом, и Меробавд имел влияние на обоих. Меробавд был два раза консулом: в 377 году с Грацианом и в 383 году с Флавием Сатурнином. Согласно античным источникам, в 383 году Меробавд поддержал узурпатора Магна Максима и был казнён по приказу императора. Современные историки, однако, преуменьшают роль Меробавда в узурпации Максима: это маловероятно, так как по некоторым свидетельствам Меробавд был консулом ещё и в 388 году.